# Rainha Branca
A Rainha Branca é uma personagem pertencente ao livro Through the Looking Glass de Lewis Carrol, podendo  ser vista no filme Alice in Wonderland, de Tim Burton.
Juntamente de seu marido, o rei branco, ela é um dos primeiros personagens a aparecer na história. Ela aparece pela primeira vez na Casa do Espelho, mas como estava do tamanho de uma peça de xadrez não conseguia ver ou ouvir Alice, a personagem principal, a princípio. A rainha está à procura de sua filha Lily; Alice ajuda-a levantando a Rainha Branca e Rei sobe a mesa, levando-os a acreditar que eles foram lançados por um invisível vulcão.
Quando Alice encontra a Rainha Vermelha e junta-se ao jogo de xadrez, ela toma o lugar de um peão branco (pois a Lily seria muito jovem para jogar). Ela não conhece a Rainha Branca como um personagem de tamanho humano, até a quinta casa. A Rainha Branca vive para trás no tempo, pois ela consegue se lembrar do passado e também do futuro. Seu comportamento é estranho para Alice, além de contar coisas a Alice que ela acha difícil de acreditar (sendo que ela tem um pouco mais de 101 anos de idade) diz que em sua juventude, ela podia acreditar em "seis coisas impossíveis antes do café da manhã" e aconselha Alice a praticar a mesma habilidade. A reunião termina com a rainha se transformando em um carneiro de óculos que se senta no balcão em uma loja onde Alice passa para o próximo quadrado no tabuleiro.
No capítulo 9, a Rainha Branca aparece com a Rainha Vermelha, suscitando uma série de perguntas típicas do País das Maravilhas / do Espelho, e depois comemora a promoção da Alice de peão para rainha. Quando essa festa vira uma "bagunça", a Rainha Branca parece fugir do local, desaparecendo em uma terrina de sopa .
Originalmente inexistente na versão literária de Alice no País das Maravilhas, no cinema é interpretada por Anne Hathaway. Neste longa-metragem Alice, adulta, esquecida de seu passado, retorna ao País das Maravilhas para ajudar as criaturas de lá a se livrar da Rainha Vermelha, que é cruel, e devolver o trono à bondosa Rainha Branca, sua irmã mais nova. No filme, a personagem chama-se Mirana.
A personagem é cheia de movimentos caricatos e engraçados. A criação destes foi da própria Anne. “Eu tive total liberdade para criar. O diretor Tim Burton é muito generoso e deixa a gente à vontade”, disse a atriz em entrevista . Em outra ocasião, Hathaway disse que seu personagem tem algumas características escondidas: "Ela é adorável e realmente tenta ser boa, entretanto eu acho que a Rainha Branca tem um lado assassino", contou a atriz..
Tim Burton,  diretor do filme, afirmou que a personagem da Rainha Branca foi baseada em Nigella Lawson, uma das mais populares apresentadoras de programa de culinária da Grã-Bretanha. Daí o fato de uma das características da personagem ser o dom para a gastronomia."Há uma bonita apresentadora na Inglaterra chamada Nigella Lawson e eu a tinha como imagem para esse personagem", disse o cineasta ao jornal Los Angeles Times.
A Rainha branca volta em Alice: Through the Looking Glass, em 2016. 